# Journal officiel de la République tunisienne
Pour les articles homonymes, voir Journal officiel.
Le Journal officiel de la République tunisienne (arabe : الرائد الرسمي للجمهورية التونسية), abrégé aussi JORT, est le bihebdomadaire officiel édité par l'État tunisien dans lequel sont consignés tous les événements législatifs (lois et décrets), réglementaires (arrêtés), déclarations officielles et publications légales.
Le premier numéro du Journal officiel paraît le 22 juillet 1860 sous le titre de Arra'id Attunisi (الرائد التونسي). Plus tard, celui-ci devient Arra'id Arrasmi Attunisi (الرائد الرسمي  التونسي) ou Journal officiel tunisien. Le titre JORT est adopté le 26 juillet 1957 au lendemain de la proclamation de la république.
Le JORT est publié tous les mardis et vendredis par l'Imprimerie officielle de la République tunisienne. Une version française des textes officiels est éditée depuis 1883 mais, conformément à la loi n°93-64 du 5 juillet 1993, seule la version arabe des textes fait foi ; celle en langue française n'est qu'informative.  
La date de parution au JORT conditionne en général la date à laquelle le texte produit des effets juridiques — puisqu'il faut qu'un texte soit connu pour être applicable — sauf si le texte lui-même indique un délai d'application. Des articles de lois renvoyant à des décrets d'application ne peuvent entrer en vigueur tant que les décrets ne sont pas à leur tour publiés au JORT.
La collection complète du JORT, à partir de sa première parution en arabe et en français, est consultable au siège des archives nationales de Tunisie. Cette collection comprend également les originaux des textes législatifs et réglementaires publiés.